# Cattleya trianae

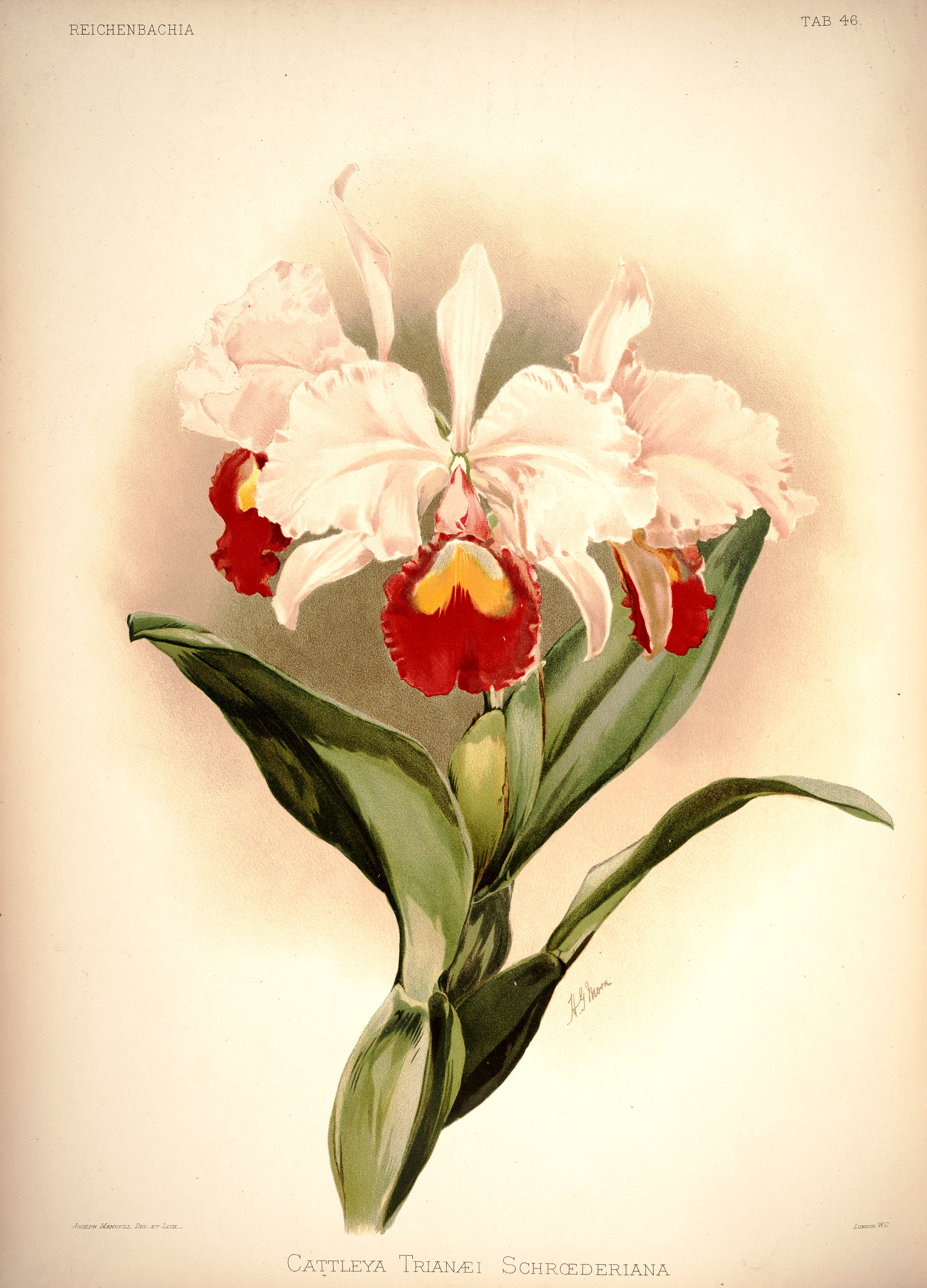
il·lustració de Cattleya trianae de Frederick Sander (1888)

Cattleya trianae (Lindl & Rchb. fil), també coneguda com a «flor de mayo» o "orquídia de Nadal", és una planta que pertany la família de les orquídies. Creix com una orquídia epífit, amb fulles suculentes, i és endèmica a Colòmbia, on va ser declarada la seva flor nacional el novembre de 1936 quan l'Acadèmia Nacional d'Història de l'Argentina va demanar als països llatinoamericans participar en una exposició amb les flors representatives de cada país. El govern colombià va encarregar al botànic Emilio Robledo la tasca per designar la planta de floració més representativa de l'estat.
L'elecció de Cattleya trianae va ser feta per dues raons principals:
- El label és groc, blau i vermell, els mateixos colors de la bandera colombiana.
- L'espècie deu el nom al botànic colombià del segle xix José Jerónimo Triana.

L'espècie creix a 1.500-2.000 metres per sobre el nivell del mar, a la selva nebulosa. És una espècie en perill d'extinció a causa de la destrucció del seu hàbitat.
El número de cromosoma diploide de la Cattleya trinae ha estat determinat com 2n=40. El número de cromosoma haploide ha estat determinat com n =20.